# Microcara explanata
Microcara explanata is een keversoort uit de familie moerasweekschilden (Scirtidae). De wetenschappelijke naam van de soort werd in 1866 gepubliceerd door John Lawrence LeConte.